# Les Arcs, Var
Les Arcs-sur-Argens là một xã thuộc tỉnh Var trong vùng Provence-Alpes-Côte d’Azur, Pháp. Xã này có diện tích 54,26 km², dân số 6217 người. Xã này nằm ở khu vực có độ cao từ 16-342 mét trên mực nước biển.

## Biến động dân số
| Năm | 1855  | 1866  | 1884  | 1892  | 1896  | 1910  | 1914  | 1962  | 1968  | 1975  | 1982  | 1990  | 1999  | 2006  |
| --- | ----- | ----- | ----- | ----- | ----- | ----- | ----- | ----- | ----- | ----- | ----- | ----- | ----- | ----- |
| Dân số | 2 769 | 2 758 | 2 831 | 2 562 | 2 562 | 2 976 | 3 071 | 3 140 | 3 324 | 3 324 | 3 786 | 4 744 | 5 344 | 6 108 |
| From the year 1962 on: No double counting—residents of multiple communes (e.g. students and military personnel) are counted only once. |       |       |       |       |       |       |       |       |       |       |       |       |       |       |